# Schweizer Wissenschaftspreis Marcel Benoist
Der Schweizer Wissenschaftspreis Marcel Benoist (bis 2016 Marcel-Benoist-Preis) ist ein schweizerischer Wissenschaftspreis.
Der Preis wird jährlich von der Marcel-Benoist-Stiftung an in der Schweiz etablierte Wissenschaftler vergeben. Gemäss Testament von Marcel Benoist (1864–1918) soll der Preis an denjenigen Wissenschaftler gehen, der «während des Jahres die nützlichste wissenschaftliche Erfindung, Entdeckung oder Studie gemacht hat, die insbesondere für das menschliche Leben von Bedeutung ist».

## Stiftung des Preises
Marcel Benoist stammte aus einer reichen Pariser Familie. Er wurde zunächst Anwalt, gab aber 1898 aus ungeklärten Gründen seine Tätigkeit auf. Er soll mehrere Europareisen unternommen und Kunstgegenstände gesammelt haben. Nach dem Tod seines Vaters führte er auf dem geerbten Landgut das Leben eines zurückgezogenen Intellektuellen. Aus Furcht vor dem Ausbruch eines Krieges zwischen Frankreich und Deutschland verlegte er seine Kunstsammlung und seine wirtschaftlichen Aktivitäten ab 1911 in die Schweiz. Von 1914 bis 1918 verbrachte Benoist die meiste Zeit in Lausanne. Er starb am 10. August 1918 in Paris an Pocken. Im Testament von 1914 übertrug er sein Vermögen an die Schweizerische Eidgenossenschaft, mit der Auflage, den obgenannten Wissenschaftspreis einzurichten.
Der schweizerische Bundesrat stellte die rechtmässigen Erben in Frankreich zufrieden, gab die Kunstsammlung zur Aufbewahrung an die Stadt Lausanne (welche sie 1965 kaufte) und gründete am 5. November 1920 die Marcel-Benoist-Stiftung für die Förderung wissenschaftlicher Forschung. Der Stiftungsrat wird vom jeweils aktuellen Vorsteher des Eidgenössischen Departementes für Wirtschaft, Bildung und Forschung (WBF) präsidiert. Weiter gehören ihm von Amtes wegen der französische Botschafter in der Schweiz (bzw. ein von ihm ernannter Stellvertreter) und ein hoher, vom WBF bezeichneter,  Bundesangestellter aus den Bereichen Wissenschaftspolitik oder öffentliche Gesundheit an. Ausserdem ernennt der Bundesrat für eine Amtsdauer von vier Jahren (mit Möglichkeit zur Wiederwahl) weitere neun bis fünfzehn Mitglieder als Vertreter der Lehrkörper der schweizerischen Hochschulen.
2017 wurde eine Neuausrichtung bekannt gegeben, mit einer Rekapitalisierung der Stiftung durch private Donationen, die Übertragung des Selektionsverfahrens an den Schweizerischen Nationalfonds und die Anpassung der Strukturen. Seit 2018 wird der Preis jährlich abwechselnd in den Fachgebieten Geistes- und Sozialwissenschaften, Naturwissenschaften und Biologie / Medizin vergeben.
Der Preis wird seit 1920 vergeben. Er ist damit der älteste Wissenschaftspreis der Schweiz.

## Preisträger
- 1920: Maurice Arthus (1862–1945), Immunologe (Universität Lausanne)
- 1921: Conrad Brunner (1859–1927), Chirurg (Universität Zürich)
- 1922: Paul Karrer (1889–1971), Chemiker (Universität Zürich)
- 1923: Albert Heim (1849–1937), Geologe (Universität Zürich)
- 1924: Heinrich Zangger (1874–1957), Toxikologe (Universität Zürich)
- 1925: Alfred Gysi (1865–1957), Zahnarzt (Universität Zürich)
- 1926: Émile Argand (1879–1940), Geologe (Universität Neuenburg)
- 1927: Hermann Sahli (1856–1933), Mediziner (Universität Bern)
- 1928: Jules Gonin (1870–1935), Augenarzt (Universität Lausanne)
- 1929: Paul Niggli (1888–1953), Geologe (ETH Zürich)
- 1930: Aloys Müller (1892–1979), Physiologe (Universität Freiburg)
- 1931: Walter R. Hess (1881–1973), Neurologe (Universität Zürich)
- 1932: Maurice Lugeon (1870–1953), Geologe (Universität Lausanne)
- 1933: Robert Doerr (1871–1952), Virologe (Universität Basel)
- 1934: Max Askanazy (1865–1940), Onkologe (Universität Genf)
- 1935: Jakob Eugster (1891–1974), Mediziner (Universität Zürich)
- 1936: Alfredo Vannotti (1907–2002), Mediziner (Universität Lausanne)
- 1937: Charles Dhéré (1876–1955), Biochemiker (Universität Freiburg)
- 1938: Leopold Ruzicka (1887–1976), Chemiker (ETH Zürich)
- 1939: Fritz Baltzer (1884–1974), Biologe (Universität Bern)
- 1940: Friedrich T. Wahlen (1899–1985), Agronom (Eidgenössisches Kriegsernährungsamt)
- 1941: Hermann Mooser (1891–1971), Mediziner (Universität Zürich)
- 1942: Arthur Stoll (1887–1971), Chemiker (Sandoz AG)
- 1943: Paul Scherrer (1890–1969), Physiker (ETH Zürich)
- 1944: Robert Matthey (1900–1982), Biologe (Universität Lausanne)
- 1945: Ernst Gäumann (1893–1963), Botaniker (ETH Zürich)
- 1946: Alexander von Muralt (1903–1990), Physiologe (Universität Bern)
- 1947: Tadeus Reichstein (1897–1996), Chemiker (Universität Basel)
- 1948: Hans E. Walther (1883–1953), Onkologe (Universität Zürich)
- 1949: Albert Frey-Wyssling (1900–1988), Botaniker (ETH Zürich)
- 1950: Emile Guyénot (1885–1963), Biologe (Universität Genf)
- 1951: Anton Christian Fonio (1881–1968), Hämatologe (Universität Bern)
- 1952: Otto Gsell (1902–1990), Mediziner (Universität Basel)
- 1953: Alfred Fleisch (1892–1973), Physiologe (Universität Lausanne)
- 1954: Ernst Hadorn (1902–1976), Biologe (Universität Zürich)
- 1955: Max Holzmann (1899–1994), Kardiologe (Universität Zürich)
- 1956: Siegfried Rosin (1913–1976), Hämatologe (Universität Bern)
- 1957: Jakob Seiler (1886–1970), Biologe (ETH Zürich)
- 1958: Klaus Clusius (1903–1963), Chemiker (Universität Zürich)
- 1959: Albert Wettstein (1907–1974), Chemiker (Ciba AG)
- 1960: Pierre Duchosal (1905–1988), Kardiologe (Universität Genf)
- 1961: Werner Kuhn (1899–1963), Chemiker (Universität Basel)
- 1962: Alfred Hässig (1921–1999), Hämatologe (Universität Bern)
- 1963: Gerold Schwarzenbach (1904–1978), Chemiker (ETH Zürich)
- 1964: Vladimir Prelog (1906–1998), Chemiker (ETH Zürich)
- 1965: Georges de Rham (1903–1990), Mathematiker (Universität Lausanne)
- 1966: Eduard Kellenberger (1920–2004), Biophysiker (Universität Genf), und Alfred Tissières (1917–2003), Biochemiker (Universität Genf)
- 1967: Kurt Mühlethaler (1919–2002), Botaniker (ETH Zürich), und Hans J. Moor (1933–2009), Botaniker (ETH Zürich)
- 1968: Michel Dolivo (1921–2017), Neurobiologe (Universität Lausanne)
- 1969: Walter Heitler (1904–1981), Physiker (Universität Zürich)
- 1970: Charles Weissmann (* 1931), Biochemiker (Universität Zürich)
- 1971: Manfred Bleuler (1903–1994), Psychiater (Universität Zürich)
- 1972: Albert Eschenmoser (1925–2023), Chemiker (ETH Zürich)
- 1973: Lucien Girardier (* 1929), Physiologe (Universität Genf), und Eric Jéquier (* 1937), Physiologe (Universität Lausanne), und Georges Spinnler (1931–2020), Ingenieur (ETH Lausanne)
- 1974: Ewald Weibel (1929–2019), Anatom (Universität Bern)
- 1975: Gazi Yaşargil (1925–2025), Chirurg (Universität Zürich)
- 1976: Theodor K. Brunner (* 1918), Immunologe (Universität Lausanne), und Jean Charles Cerottini (* 1938), Immunologe (Universität Lausanne), und Jean Lindenmann (1924–2015), Virologe (Universität Zürich)
- 1977: Hans H. Günthard (1916–2006), Chemiker (ETH Zürich), Edgar Heilbronner (1921–2006), Chemiker (Universität Basel)
- 1978: Niels Kaj Jerne (1911–1994), Immunologe (Basel Institute for Immunology)
- 1979: Michel Cuénod (* 1933), Neurobiologe (Universität Zürich)
- 1980: Hans Kummer (1930–2013), Biologe (Universität Zürich)
- 1981: Karl Illmensee (* 1939), Biologe (Universität Genf)
- 1982: Franz Fankhauser (1924–2020), Augenarzt (Universität Bern)
- 1983: Hans R. Brunner (* 1937), Mediziner (Universität Lausanne)
- 1984: Harald Reuter (1934–2022), Pharmakologe (Universität Bern)
- 1985: Richard R. Ernst (1933–2021), Chemiker (ETH Zürich)
- 1986: Johannes G. Bednorz (* 1950), Physiker (IBM-Forschungslaboratorium), und Karl Alexander Müller (1927–2023), Physiker (IBM-Forschungslaboratorium)
- 1987: Maurice E. Müller (1918–2009), Chirurg (Universität Bern), und Martin Allgöwer (1917–2007), Chirurg (Universität Basel), und Hans R. Willenegger (1910–1998), Chirurg (Universität Basel)
- 1988: Ulrich Laemmli (* 1940), Biophysiker (Universität Genf)
- 1989: Niklaus Wirth (1934–2024), Informatiker (ETH Zürich)
- 1990: Bruno Messerli (1931–2019), Geograf (Universität Bern), Hans Oeschger (1927–1998), Geophysiker (Universität Bern), und Werner Stumm (1924–1999), Oekologe (ETH Zürich)
- 1991: Duilio Arigoni (1928–2020), Biochemiker (ETH Zürich), und Kurt Wüthrich (* 1938), Biophysiker (ETH Zürich)
- 1992: Gottfried Schatz (1936–2015), Biochemiker (Universität Basel)
- 1993: kein Preis vergeben
- 1994: Martin Schwab (* 1949), Neurobiologe (Universität Zürich)
- 1995: Henri Isliker (1922–2007), Immunologe (Universität Lausanne), und Alfred Pletscher (1917–2006), Pharmakologe (Universität Basel)
- 1996: Bernard Rossier (* 1941), Pharmakologe (Universität Lausanne)
- 1997: Jürg M. Fröhlich (* 1946), Physiker (ETH Zürich)
- 1998: Michel Mayor (* 1942), Astronom (Universität Genf)
- 1999: Jörg Paul Müller (* 1938), Jurist (Universität Bern), und Luzius Wildhaber (1937–2020), Jurist (Universität Basel)
- 2000: Dieter Seebach (* 1937), Chemiker (ETH Zürich)
- 2001: Ruedi Imbach (* 1946), Historiker (Universität Freiburg)
- 2002: Rüdiger Wehner (* 1940), Zoologe (Universität Zürich)
- 2003: Denis Duboule (* 1955), Biologe (Universität Genf)
- 2004: Adriano Aguzzi (* 1960), Neuropathologe (Universität Zürich)
- 2005: Othmar Keel (* 1937), Religionshistoriker (Universität Freiburg)
- 2006: Timothy J. Richmond (* 1948), Molekularbiologe (ETH Zürich)
- 2007: Ari Helenius (* 1944), Biochemiker (ETH Zürich)
- 2008: Ernst Fehr (* 1956), Wirtschaftswissenschaftler (Universität Zürich)
- 2009: Françoise Gisou van der Goot (* 1964), Mikrobiologin (ETH Lausanne)
- 2010: Daniel Loss[3] (* 1958), Physiker (Universität Basel)
- 2011: Michele Parrinello[4] (* 1945), Physiker (ETH Zürich)
- 2012: Michael N. Hall (* 1953), Molekularbiologe (Universität Basel)
- 2013: Michael Grätzel (* 1944), Chemiker (ETH Lausanne)
- 2014: Nicolas Gisin (* 1952), Physiker (Universität Genf)
- 2015: Laurent Keller (* 1961), Evolutionsbiologe (Universität Lausanne)
- 2016: Johan Auwerx (* 1958), Ernährungsforscher (ETH Lausanne)
- 2017: Thomas Stocker (* 1959), Klimaforscher (Universität Bern)
- 2018: Lars-Erik Cederman (* 1963), Konfliktforscher (ETH Zürich)
- 2019: Nicola Spaldin (* 1969), Materialwissenschaftlerin (ETH Zürich)
- 2020: Rudolf Aebersold (* 1954), Systembiologe (ETH Zürich & Universität Zürich)
- 2021: Thomas Berger (* 1971), Psychologe (Universität Bern)
- 2022: Ursula Keller (* 1959), Physikerin (ETH Zürich)
- 2023: Ted Turlings, Biologe (Universität Neuenburg)
- 2024: Pascal Gygax (* 1974), Psycholinguist (Universität Freiburg)